# Cerro Llorente
Der Cerro Llorente (spanisch) ist ein 478 m hoher Hügel im Norden des Grahamlands auf der Antarktischen Halbinsel. Auf der Trinity-Halbinsel ragt er 14 km nördlich des Pitt Point auf.
Chilenische Wissenschaftler benannten ihn nach Raúl Llorente Rodrigo, Teilnehmer an der 2. Chilenischen Antarktisexpedition (1947–1948) und dabei beteiligt an der Errichtung der Bernardo-O’Higgins-Station.